# Elaphoglossum eriopus
Elaphoglossum eriopus är en träjonväxtart som beskrevs av John T. Mickel. Elaphoglossum eriopus ingår i släktet Elaphoglossum och familjen Dryopteridaceae. Inga underarter finns listade.